# Anatolij Momot
Anatolij Jurijowycz Momot, ukr. Анатолій Юрійович Момот, ros. Анатолий Юрьевич Момот, Anatolij Jurjewicz Momot (ur. 12 kwietnia 1958 w miasteczku Dykańka, w obwodzie połtawskim, Ukraińska SRR) – ukraiński trener piłkarski.

## Kariera piłkarska
Naukę piłki nożnej rozpoczął w Połtawie pod wodzą trenera Anatolija Witkowa, pod kierownictwem którego zespół zdobywał mistrzostwo i wicemistrzostwo Ukraińskiej SRR na poziomie juniorów. Po ukończeniu szkoły średniej, wyjechał do Tarnopola, gdzie ukończył studia w Instytucie Pedagogicznym i grał w jednym z zespołów w mistrzostwach Ukraińskiej SRR spośród drużyn amatorskich. Następnie przeniósł się do Niemiec, gdzie przez pięć lat występował w jednym z klubów w regionalnych ligach. W 1986 zakończył karierę piłkarską.

## Kariera trenerska
Po zakończeniu kariery zawodniczej rozpoczął pracę trenerską. Najpierw trenował dzieci w Szkole Sportowej w Hrebince. Następnie kierował amatorskim zespólem Łokomotyw Hrebinka, który występował w mistrzostwach obwodu połtawskiego. W latach 1996–2000 prowadził drugoligowy klub Fakeł Warwa, a po jego rozformowaniu trenował amatorski zespół FK Pyriatyn. W 2002 został zaproszony do Worskły Połtawa, gdzie najpierw pomagał trenować drugą drużynę, a potem drużynę rezerw klubu. Od 2005 pomagał trenować pierwszy zespół, a od lipca do końca 2007 pełnił funkcje głównego trenera Worskły Połtawa. Potem pracował w Worskle Połtawa jako asystent trenera. 4 lipca 2013 roku objął stanowisko głównego trenera Worskły. Faktycznie kierował klubem Wasyl Saczko, który nie miał dyplomu UEFA kategorii A i nie mógł obejmować stanowisko głównego trenera. 23 listopada 2013 Wasyl Saczko po ukończeniu kursu otrzymał dyplom i oficjalnie objął stanowisko głównego trenera klubu.